# Tarenna roseicosta
Tarenna roseicosta là một loài thực vật có hoa trong họ Thiến thảo. Loài này được Bridson miêu tả khoa học đầu tiên năm 1987.